# برونو ميغيل مينديز ألفيس
برونو ميغيل مينديز ألفيس (9 يونيو 1990 بغيمارايش في البرتغال - ) هو لاعب كرة قدم برتغالي في مركز الوسط. لعب مع فيتوريا دي غيماريش وVitória S.C. B ‏ وAmarante F.C. ‏ وديبورتيفا دي لوسادا ‏.

## وصلات خارجية
- برونو ميغيل مينديز ألفيس على موقع قاعدة بيانات كرة القدم.إي يو (الإنجليزية)
- برونو ميغيل مينديز ألفيس على موقع Soccerway.com (الإنجليزية)
- برونو ميغيل مينديز ألفيس على موقع AS.com (الإسبانية)